# Shin Jung-hyeon
Shin Jung-hyeon (en hangul, 신중현; hanja: 申重鉉; nacido el 4 de enero de 1938), también transcrito como Shin Joong-hyun o Sin Junghyeon, es un guitarrista y cantautor de rock de Corea del Sur al que a menudo se hace referencia como el «Padrino del rock» de Corea. Pionero de la música rock coreana, Shin es conocido por formar la primera banda de rock de Corea del Sur, Add4, en 1962, y por estar a la vanguardia de la escena del rock psicodélico del país en las décadas de 1960 y 1970. Escribió su canción más famosa, «Hermosos ríos y montañas», en protesta por la dictadura militar de Park Chung-hee en 1972. Posteriormente, Shin fue encarcelado y torturado por el régimen de Park, y su música estuvo prohibida hasta la década de 1980. Experimentó un resurgimiento en popularidad en la década de 1990 y desde entonces ha recibido numerosos elogios que reconocen sus contribuciones a la música popular de Corea del Sur.

## Primeros años de vida
Shin Jung-hyeon nació en Seúl en 1938, durante la ocupación japonesa de Corea. Su madre murió cuando él era niño y su padre se casó más tarde con una mujer japonesa. Shin pasó su juventud con su padre y su madrastra viviendo en Manchuria y Japón. Después de regresar a lo que se había convertido en Corea del Sur, el padre de Shin murió en 1952 y su madrastra murió al año siguiente. Después de su muerte, Shin se mudó a Seúl, donde trabajó en una fábrica farmacéutica y asistió a la escuela nocturna. Durante este tiempo, aprendió solo a tocar la guitarra después de un intento fallido de aprender a tocar el violín.

## Carrera profesional

### Comienzos
En 1957, cuando tenía 19 años, Shin hizo su debut en una base militar estadounidense en Corea del Sur, uno de los pocos lugares donde los músicos surcoreanos podían encontrar trabajo regular en ese momento. Shin se había inspirado en el rock estadounidense, el jazz y, más tarde, el rock psicodélico que escuchó en la estación de radio American Forces Korea Network. Usando el nombre artístico de Jackie Shin, ganó una inmensa popularidad actuando en las bases, y llegó a realizar hasta 40 espectáculos por mes. Shin dijo más tarde que las bases militares estadounidenses fueron el lugar donde nació el rock coreano.

### Álbum en solitario y primera banda de rock de Corea del Sur
Shin lanzó su primer álbum, Hiki Shin Guitar Melody, en 1958. El álbum incluía canciones originales en una variedad de estilos, versiones de música tradicional coreana y versiones de las exitosas canciones instrumentales estadounidenses «Honky Tonk» y «Green Onions». Hoy en día, el álbum es muy apreciado por los coleccionistas de discos, y una copia del disco de vinilo original tenía un valor estimado de diez millones de wones en 2016.
En 1964, la banda de rock Add4 de Shin lanzó su primer álbum, The Woman in the Rain. Se considera que Add4 es la primera banda de rock de Corea del Sur.

### Éxito comercial y soul psicodélico
Sin embargo, Shin no logró el éxito comercial en Corea del Sur hasta 1968, cuando produjo el álbum My Dear para el dúo de cantantes The Pearl Sisters. El álbum, que incluía las exitosas canciones «My Dear» y «A Cup of Coffee», fue un gran éxito y vendió más de un millón de copias. Durante los siguientes años, Shin escribió canciones y produjo discos exitosos para músicos jóvenes, incluido Kim Chu-ja, con quien hizo el álbum Before It's Too Late. Muchas de estas grabaciones presentaban el sonido soul psicodélico característico de Shin.

### «Hermosos ríos y montañas» y arresto
En 1972, la oficina del presidente de Corea del Sur, Park Chung-hee, le pidió a Shin que escribiera una canción en alabanza al presidente. Shin se negó y en su lugar escribió una canción de 10 minutos de duración sobre la belleza de Corea del Sur, llamada «Hermosos ríos y montañas», que grabó con su banda en ese momento, Shin Joong Hyun & The Men. Después del lanzamiento de la canción, la policía confiscó las guitarras de Shin y le cortó el cabello largo, que estaba prohibido en ese momento por el gobierno de Corea del Sur. Sin embargo, en 1974, su nueva banda, Shin Joong Hyun & Yup Juns, lanzó su primer álbum homónimo, que vendió más de un millón de copias e incluía la exitosa canción «Beautiful Woman».
En 1975 Shin fue arrestado por posesión de marihuana luego de regalar una planta a un amigo del hijo del presidente, a pesar de que la marihuana aún no era ilegal en el momento de su arresto. Posteriormente fue encarcelado y torturado. Más tarde fue encarcelado en un hospital psiquiátrico. Después de su liberación, a Shin se le prohibió actuar en Corea del Sur, hasta después del asesinato de Park Chung-hee en 1979. Con respecto al asesinato, Shin dijo: «Dios se llevó a Park y optó por salvarme». Sin embargo, mientras tanto, el gusto del público por la música había cambiado, según Shin: «era todo "trabajemos duro" y "seamos felices". Era completamente físico, sin espíritu, sin mentalidad, sin humanidad», dijo más tarde. Como no podía actuar, se dedicó a producir y escribir canciones, entre otras ocupaciones.

### Últimos años de carrera y retiro
Durante la década de 1980, Shin dirigió un club de música en Itaewon, un barrio de Seúl popular entre los visitantes extranjeros y el personal militar estadounidense. Abrió Woodstock, otro club de música, en el sureste de Seúl en 1986 y lo dirigió y enseñó allí durante las siguientes dos décadas. En la década de 1990, la música de Shin experimentó un renacimiento de popularidad en Corea del Sur. Cho Kwon-woo, Shin Hyo-bom y Bom Yarom Kaul Kyou grabaron nuevas versiones de sus canciones, al igual que su hijo, Shin Daechul.
Shin anunció su retirada en 2006. Su concierto de despedida se transmitió durante diez noches en diciembre de ese año en la estación de televisión surcoreana EBS. Sin embargo, Shin regresó a los escenarios en 2008 para su primer concierto en los Estados Unidos en el Festival de Música Coreana en el Hollywood Bowl.
En 2010 se convirtió en el primer músico asiático y el sexto en el mundo en recibir una guitarra Fender Custom Shop Tribute Series, uniéndose a Eric Clapton, Jeff Beck, Eddie Van Halen, Yngwie Malmsteen y Stevie Ray Vaughan . Shin había usado guitarras Fender durante gran parte de su carrera. Al año siguiente, en 2011, Light in the Attic Records, con sede en Seattle, lanzó las primeras ediciones estadounidenses de la música de Shin. Fue honrado por el Berklee College of Music con un premio honorífico de Doctor en Música en 2017.

## Vida personal
Shin estuvo casado con Myeong Jeong-gang, la primera baterista de Corea del Sur y miembro de Blue Ribbons, hasta que murió el 23 de marzo de 2018. Tuvieron tres hijos: Shin Daechul, guitarrista de la banda de heavy metal Sinawe; Shin Yunchul, cantante y guitarrista; y Shin Seokchul, baterista de sesión.

## Discografía
Los discos marcados con el signo # se ha reeditado recientemente.
Etapa Add4
- (1959) Guitar Melody Compilation [Shin Jung-hyeon]
- (1964) The Woman in Rain-The Add 4 First Album [Add 4]
- (1966) The Ventures of Korea, Add 4: Shin Jung-hyeon Instrumental Arrange Compilation Vol.1 [Add 4]
- (1967) The Woman in Rain [Blooz Tet]
- (1968) Enjoy the Guitar Instrumental Twist [Add 4]

Etapa de superestrella: productor, cantautor y guitarrista
- (1969) Green Apple [Shin Jung-hyeon]
- (1969) No/Spring Rain [Lee Jeong-hwa / Donkeys] #
- (1969) Before too late / Sgt.Kim from Vietnam [Kim Chu-ja] #
- (1969) Bell-bottom Trousers/Dear [Pearl Sisters] #
- (1970) Hello/You're a Fool [Questions]
- (1970) Hit Instrumental Compilation vol.1 [Shin Jung-hyeon]
- (1970) In-A-Kadda-Da-Vida [Shin Jung-hyeon / Questions] #
- (1971) Sound [Shin Jung-hyeon y su banda]
- (1972) Setting Sun/Woman in the Mist/Beautiful Korea [Jang Hyeon / Shin Jung-hyeon yThe Men] #
  - Parcialmente reeditado en el CD GeoJitMalIYa, tres piezas de 20 minutos.
- (1972) No/Don't Say to Go [Kim Jeong-mi] #
- (1972) Angel/I ... You [Seo Yu-seok] #
- (1972) Your Dream/Little Ship [Yang Hee-eun] #
  - Composiciones de Shin Jung-hyeon en discos de Seo Yu-seok y Yang Hee-eun, reeditadas en un CD.
- (1973) Wind [Kim Jeong-mi] #
- (1973) Now [Kim Jeong-mi] #

Etapa de las bandas de Shin Jung-hyeon
- (1974) The Beauty/Think of You [Shin Junh-hyeon y YeopJeons] #
- (1975) Beautiful Korea/Mountain and River [Shin Jung-hyeon y YeopJeons] #
- (1975) Instrumental Best [Shin Jung-hyeon yYeopJeons] #
- (1980) Nobody Here But/Whenever See You [Shin Jung-hyeon y Music Power] #
- (1980) Please Wait/Even Your Leaving [Shin Jung-hyeon]
- (1982) The Satellite I Shot/As Waiting Somebody [Shin Jung-hyeon y Music Power] #
- (1983) Let's Go/Happy [Shin Jung-hyeon y SeNaGeuNe]

En solitario
- (1988) During the Days/Winter Park [Shin Jung-hyeon]
- (1994/2CD) Do Nothing, Let it be [Shin Jung-hyeon]
- (1997/2CD) A Tribute to Shin Jung-hyeon [Varios artistas]
- (1998/2CD) Kim SatGat [Shin Jung-hyeon]
- (2002/5CD Box) Not for Rock [Shin Jung-hyeon]
- (2002/2CD Box) Body and Feel [Shin Jung-hyeon]
- (2006) The Crane of a City [Shin Jung-hyeon]
- (2006) Comfortably Safe [Shin Jung-hyeon]
- (2007) Anthology [Shin Jung-hyeon]

## Premios
En 2008, Shin ganó el premio Lifetime Achievement en los Korean Music Awards.
En los Premios a la Cultura y las Artes Populares de Corea de 2011, el gobierno de Corea del Sur otorgó a Shin la Orden Bogwan del Mérito Cultural (tercera clase) por «expandir el espectro de la música popular coreana».
En 2017, Shin recibió un título honorario del Berklee College of Music en Boston. El presidente de la universidad dijo que Shin «ayudó a construir los cimientos sobre los que descansa el éxito mundial de la música popular de Corea del Sur».